# Plecotus auritus
Plecotus auritus là một loài động vật có vú trong họ Dơi muỗi, bộ Dơi. Loài này được Linnaeus mô tả năm 1758.

## Hình ảnh

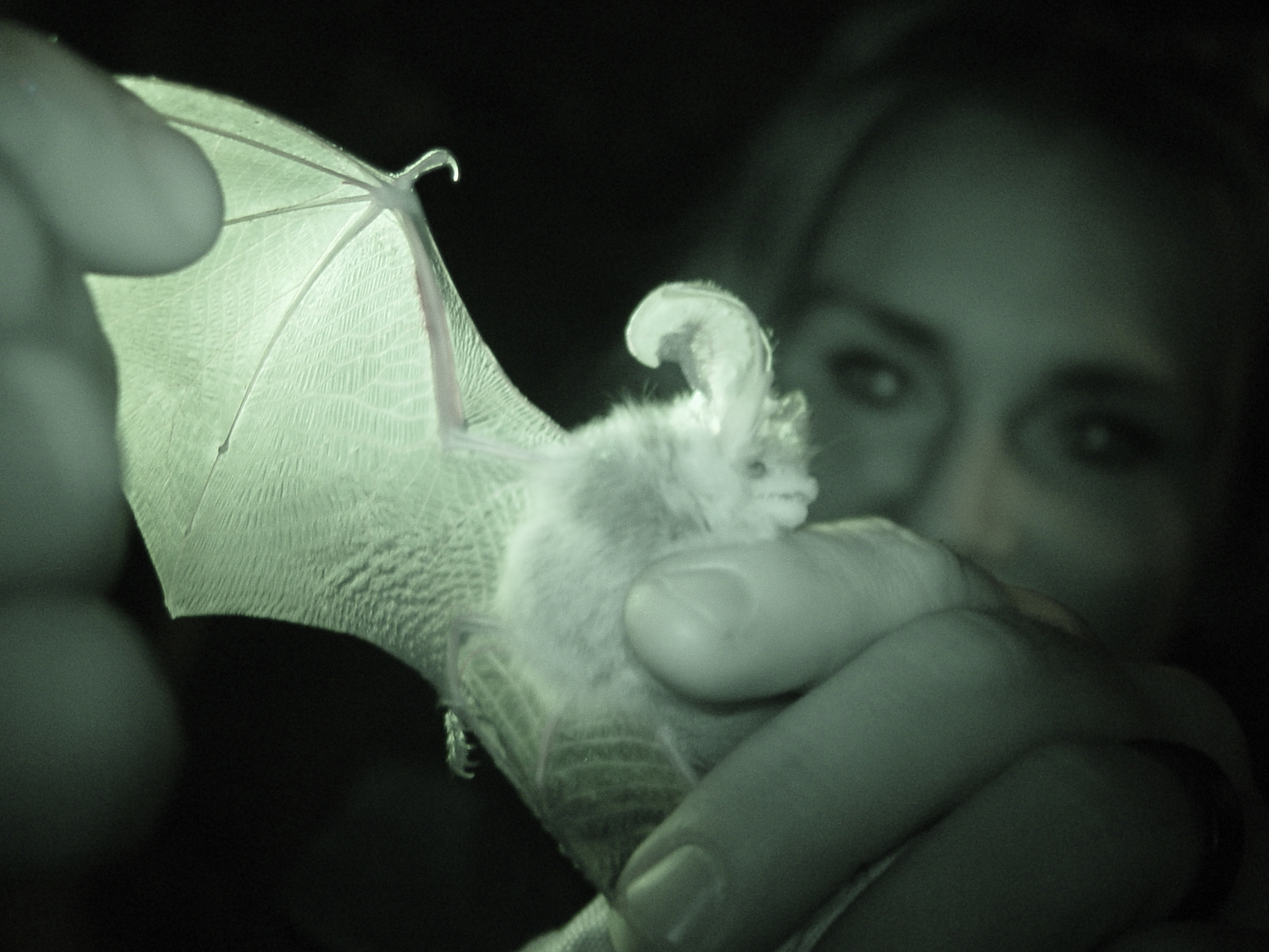
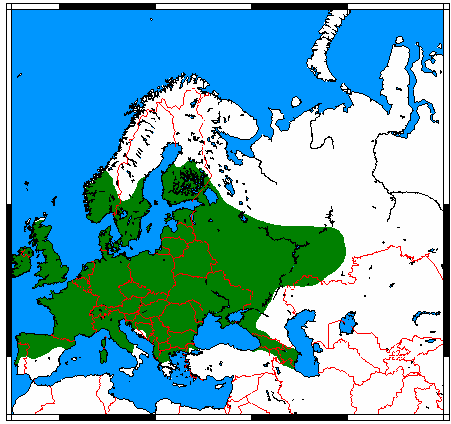
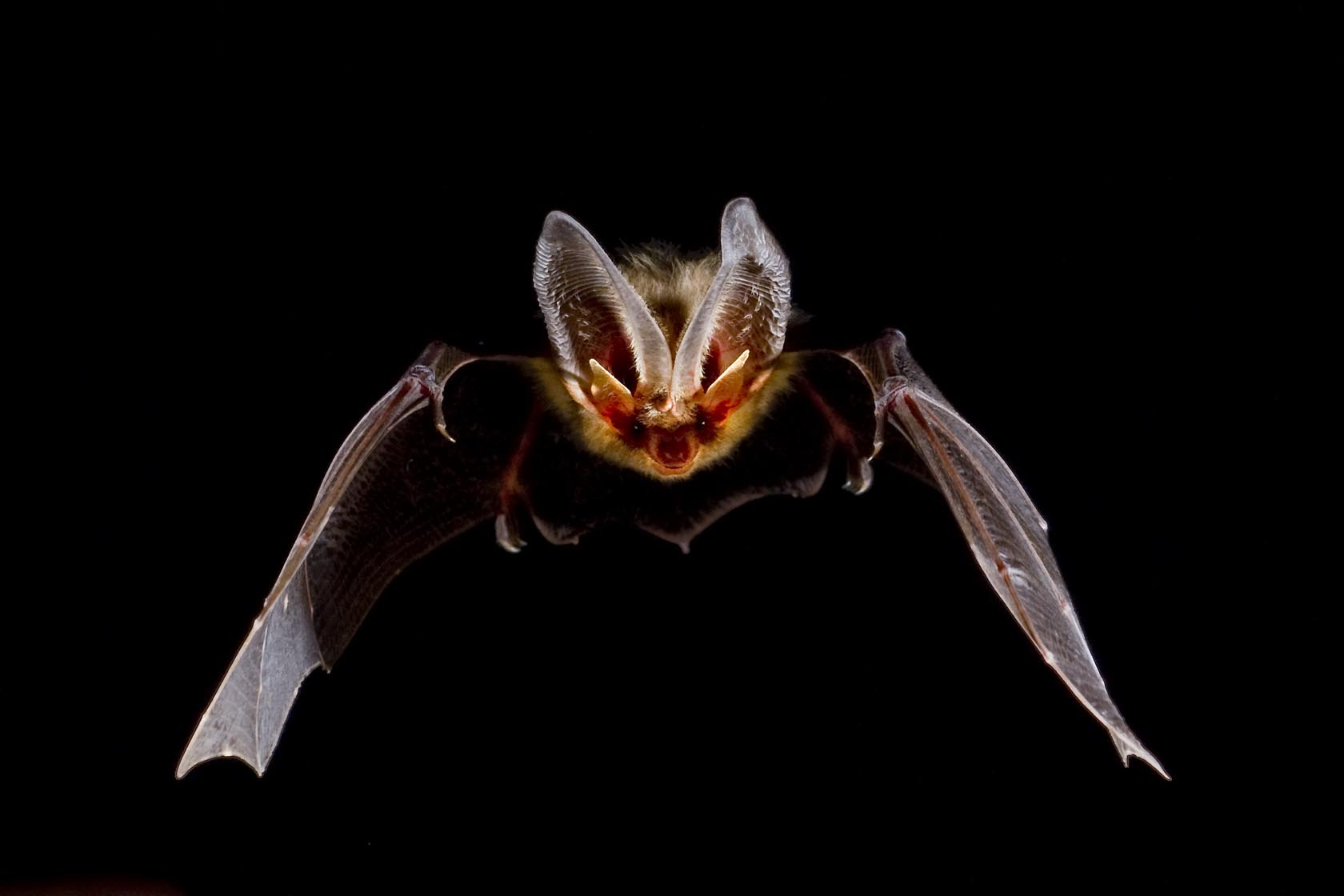
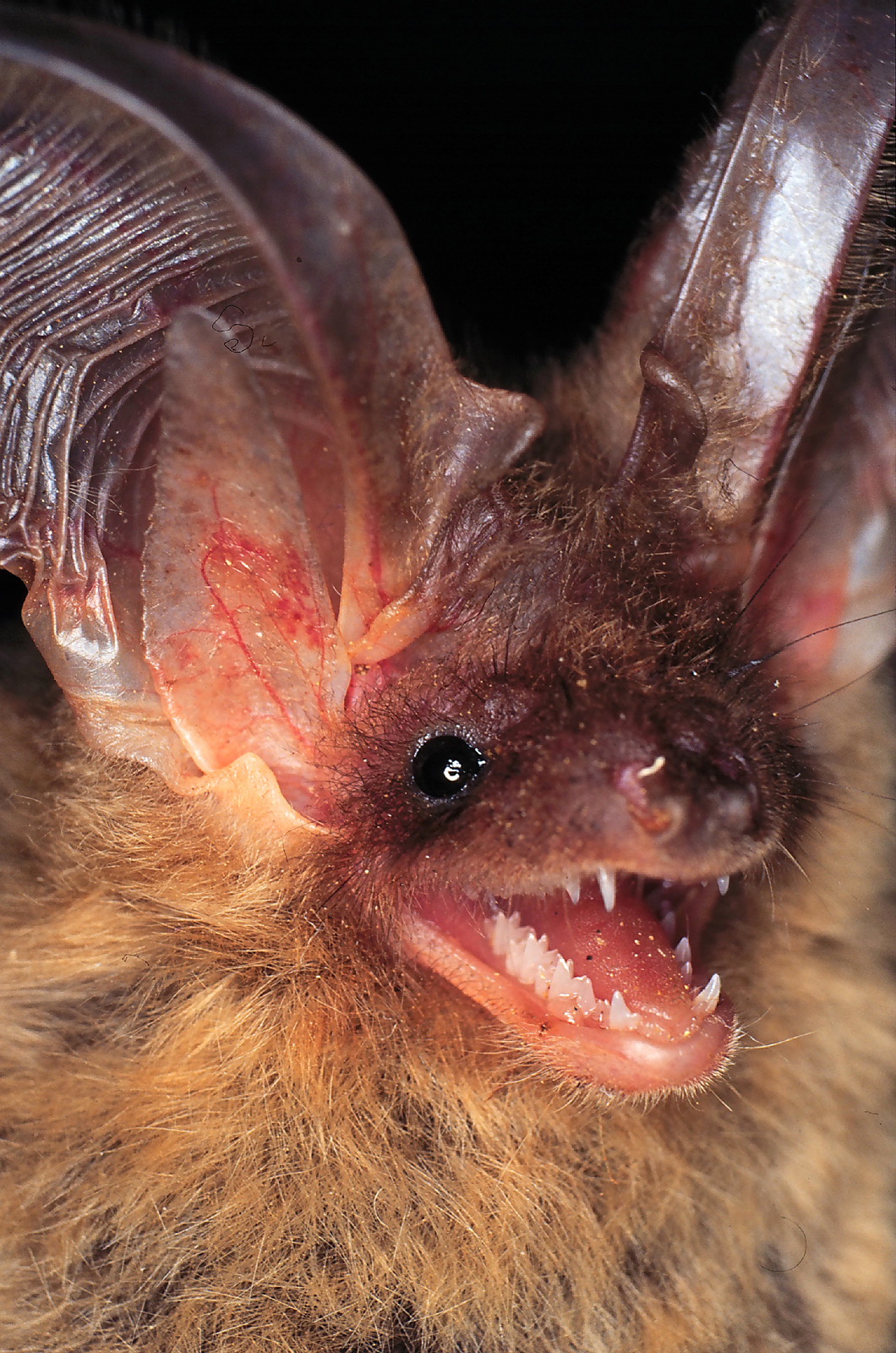